# Паспорт громадянина України для виїзду за кордон
Паспорт  громадянина України для виїзду за кордон (закордонний паспорт) — документ, що посвідчує особу громадянина України під час перетинання державного кордону України та перебування за кордоном.
Починаючи з моменту офіційного визнання України як суверенної та незалежної держави на міжнародній арені, перед офіційною владою постало завдання забезпечити власних громадян відповідними документами, що гарантували б їхнє право на перетин державного кордону з метою відвідин будь-якої країни чи території світу.
З 2020 року цифрова версія паспорту доступна в додатку Дія, що робить Україну другою країною в світі, що впровадила таку послугу для громадян.

## Законодавчі параметри
Відповідно до нормативних законодавчих актів ухвалених Верховною Радою України у 1992 та 1993 роках, Президент України Леонід Кравчук своїм Указом від 28 жовтня 1993 року № 491/93 затвердив «Положення про паспорт громадянина України для виїзду за кордон» і l доручив Кабінету Міністрів України забезпечити видачу паспорта громадянина України для виїзду за кордон з 1 січня 1994 року. Таким чином громадяни України вперше у новітньому періоді своєї держави отримали право на власний український документ, що дозволив їм здійснювати перетин державного кордону та перебувати за кордоном.
Попри це дію закордонних паспортів Союзу Радянських Соціалістичних Республік (1991 року випуску), не скасовано, і відтак створено правовий прецедент, коли громадяни України для виїзду і перебування за кордоном використовували документ неіснуючої країни (СРСР).
Перевага в отриманні перших українських закордонних паспортів надавалася державним службовцям, а звичайні громадяни України могли отримувати ще не один рік — закордонні паспорти СРСР.
Верховна Рада України розглянула та ухвалила у першому читанні урядовий законопроєкт № 3224, що містить необхідні норми щодо оформлення та видачі паспорта громадянина України у формі картки (ID), а також щодо надання необхідних повноважень центрам надання адміністративних послуг (ЦНАП) з прийняття заяв громадян та видачі громадянам паспорта громадянина України та паспорта громадянина України для виїзду за кордон. Після прийняття цього законопроєкту, очікується суттєве зменшення черг при оформленні паспортів за рахунок збільшення кількості місць, де можна їх оформити, кількості обладнання, а також працівників, які прийматимуть заяви громадян.
7 травня 2014 року Кабінет Міністрів України ухвалив Постанову, якою передбачено запровадження біометричних закордонних паспортів в Україні з 1 січня 2015 року. Детальніше на сторінці біометричний паспорт.

## Оформлення
Для оформлення закордонного паспорта громадянина України подаються:
- заява-анкета встановленого зразка (бланк заяви надається в МВС);
- квитанції про сплату державного мита (або документ, що підтверджує право на звільнення від його сплати);
- паспорт громадянина України, а для особи, яка не досягла 16 років, — свідоцтво про народження (після прийняття документів повертаються одержувачеві послуги);
- копія та оригінал довідки про присвоєння ідентифікаційного номера (повертається після прийому документів);
- довідка з органів внутрішніх справ про втрату паспорта (надається лише в разі втрати паспорта).

Стандартний термін паспортного оформлення 30 робочих днів. Тарифна ставка збільшується на 100 %, якщо консульська дія здійснюється у терміновому порядку (10 робочих днів).

### Проблеми з видачею закордонних паспортів

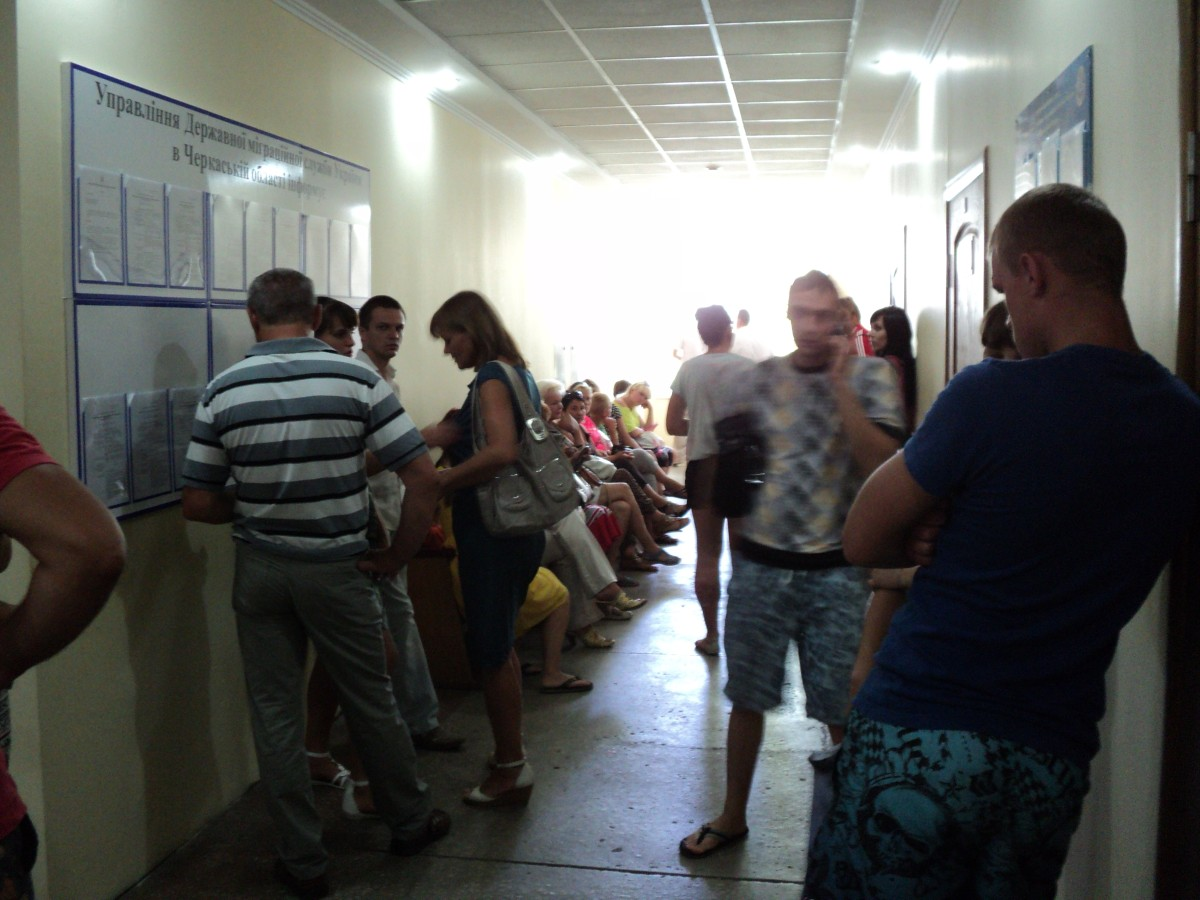
Черга на отримання закордонного паспорта в Черкасах. Серпень 2013 року

12 червня 2013 року Кабінет міністрів України скасував власну постанову № 185, згідно з якою випуск закордонних паспортів мав здійснювати консорціум «ЄДАПС», який належить приватним особам. Друк закордонних паспортів було передано державному поліграфкомбінату «Україна».
Така різка зміна виробника призвела до затримок з видачею закордонних паспортів. У розпал сезону відпусток понад 100 тисяч людей не змогли отримати свої паспорти у передбачений законом термін.

### Вартість закордонного паспорта
З 1 січня 2013 року до 31 грудня 2014 року ДМСУ пропонував видачу закордонного паспорта за 377 гривень (170 грн держмита, 120 грн вартість бланку паспорта та 87 грн 15 коп. вартість адмінпослуги). При цьому вартість адмінпослуги повинна була сплачуватись згідно «Переліку платних послуг, які надаються підрозділами Міністерства внутрішніх справ та Державної міграційної служби, і розмір плати за їх надання» затвердженному ПКМУ від 26 жовтня 2011 року № 1098, а вартість бланку паспорта згідно пункту 4 «Порядку надання підрозділами Міністерства внутрішніх справ та Державної міграційної служби платних послуг» затвердженного цією ж постановою.
У 2013 році мешканець Запоріжжя Руслан Жиров добився у суді рішення про видачу йому закордонного паспорта за 170 гривень держмита (інші платежі не були передбачені законом). ДМСУ оскаржила це рішення в касаційному порядку у Вищому адміністративному суді України, проте той підтвердив рішення апеляційного суду, зобов'язавши ДМСУ «повторно розглянути питання щодо оформлення та видачі паспорта громадянина України для виїзду за кордон на підставі поданих … документів». Тобто ВАСУ уточнив, відповідно до правил юридичної техніки, обов'язок ДМС.
11 липня 2013 року прем'єр-міністр України Микола Азаров підписав постанову КМУ № 490 «Про внесення зміни до пункту четвертого Порядку надання підрозділами МВС та ДМС платних послуг», якою влада намагалась легітимізувати незаконні платежі, які вимагає ДМСУ. Все це відбувалося на фоні активізації боротьби громадян за свої права.
3 грудня 2013 року Верховний суд України поставив крапку в питанні ціни закордонного паспорта: виготовлення закордонного паспорта має коштувати лише 170 гривень. Проте це рішення суду так і не виконувалось.
З 1 січня 2015 року ДМСУ пропонує видачу у строк до 20 робочих днів з дня подачи заяви, закордонного паспорта з безконтактним електронним носієм (так званий «біометричний паспорт») за 518 гривень 15 копійок (державне мито 170 грн., вартість бланка 261 грн., та вартість адмінпослуги 87,15 грн.). Видача закордонного паспорта без безконтактного електронного носія за 461 гривні 15 копійки (державне мито 170 грн., вартість бланка 204 грн., та вартість адмінпослуги 87,15 грн.). На запит стосовно вартості бланків до ДМС була отримана відповідь, що така ціна встановлена згідно договору з ДП "Поліграфічний комбінат «Україна» № 2/ЦП-15/2 від 5 січня 2015 року, зміст якого начебто є комерційною таємницею.
З 9 квітня 2015 року ДМСУ пропонує видачу у строк до 20 робочих днів з дня подачи заяви, закордонного паспорта з безконтактним електронним носієм за 561 гривні 47 копійок (державне мито 170 грн, вартість бланка 304 грн. 32 коп., та вартість адмінпослуги 87,15 грн.). Видача закордонного паспорта без безконтактного електронного носія за 495 гривень 15 копійок (державне мито 170 грн., вартість бланка 238 грн. 32 коп., та вартість адмінпослуги 87,15 грн.).
З 1 жовтня 2016 року було доповнено закон «Про Єдиний державний демографічний реєстр та документи, що підтверджують громадянство України, посвідчують особу чи її спеціальний статус» статтею 20, та було врегульоване питання, що за оформлення паспорта справляється адміністративний збір. Також була виключена сплата держмита за оформлення паспорта.
З 3 листопада 2016 року ДМСУ пропонує видачу у строк до 20 робочих днів з дня подачи заяви, закордонного паспорта з безконтактним електронним носієм за 557 гривень 32 копійки (253 грн. адміністративний збір та 304 грн. 32 коп. вартість бланка). Видача закордонного паспорта без безконтактного електронного носія за 491 гривні 32 копійки (253 грн. адміністративний збір та 238 грн. 32 коп. вартість бланка).
З 20 грудня 2016 року було припинено видачу закордонного паспорта без безконтактного електронного носія.
З 1 липня 2019 року ДМСУ пропонує видачу у строк до 20 робочих днів з дня подачи заяви, закордонного паспорта за 682 гривні (352 грн. адміністративний збір та 330 грн. вартість бланка).
З 1 січня 2021 року ДМСУ пропонує видачу у строк до 20 робочих днів з дня подачи заяви, закордонного паспорта за 694 гривні (352 грн. адміністративний збір та 342 грн. вартість бланка).
З 1 січня 2022 року ДМСУ пропонує видачу у строк до 20 робочих днів з дня подачи заяви, закордонного паспорта за 733 гривні (352 грн. адміністративний збір та 381 грн. вартість бланка); у строк до 7 робочих днів та до 3 робочих днів (у разі наявності підстав) — 1085 грн. (704 грн. адміністративний збір та 381 грн. вартість бланка). Зміна вартості пов'язана із підвищенням цін на сировину та матеріали, а також через зростання вартості доставки виготовлених документів Державним підприємством спеціального зв'язку.
З 1 листопада 2022 року ДМСУ пропонує видачу у строк до 20 робочих днів з дня подачи заяви, закордонного паспорта за 856 гривні (352 грн. адміністративний збір та 504 грн. вартість бланка); у строк до 7 робочих днів та до 3 робочих днів (у разі наявності підстав) — 1496 грн. (992 грн. адміністративний збір та 504 грн. вартість бланка). Через 6 місяців після закінчення війскового стану вартість видачі закордонного паспорта у строк до 20 робочих днів з дня подачи заяви складатиме 1000 гривень (496 грн. адміністративний збір та 504 грн. вартість бланка).
З 1 квітня 2024 року ДМСУ пропонує видачу у строк до 20 робочих днів з дня подачи заяви, закордонного паспорта за 958 гривні (352 грн. адміністративний збір та 606 грн. вартість бланка); у строк до 7 робочих днів та до 3 робочих днів (у разі наявності підстав) — 1598 грн. (992 грн. адміністративний збір та 606 грн. вартість бланка). 
З 1 січня 2025 року ДМСУ пропонує видачу у строк до 20 робочих днів з дня подачи заяви, закордонного паспорта за 1042 гривні (352 грн. адміністративний збір та 690 грн. вартість бланка); у строк до 7 робочих днів та до 3 робочих днів (у разі наявності підстав) — 1682 грн. (992 грн. адміністративний збір та 690 грн. вартість бланка). 
Український закордонний паспорт також можна виготовити в ДП «Документ» у Польщі в містах: Краків, Варшава, Гданськ, Вроцлаві.
Ціна такої послуги:
·       Бланк та його персоніфікація 1496 грн за терміновий паспорт, 856 грн — не терміновий.

·       Сервісний збір ДП «Документ» — 375 злотих.

## Зразки
Починаючи від 1994 року громадяни України використовують різні зразки українського закордонного паспорта, що містять у собі деякі відмінності.[джерело?]

### ЗРАЗОК №1 (1994)
Закордонний паспорт цього зразка мав набути чинності з 1 січня 1994 року, але зразок його був затверджений Постановою № 354 Кабінету Міністрів України лише 4 червня 1994 р. і відтак почав видаватися. Відповідно до нового Указу Президента України Леоніда Кучми від 14 грудня 1996 року № 1218/96, попередній зразок зазнав деяких змін (див. далі ЗРАЗОК № 2).
Головні особливості цього зразка № 1:
Обкладинка — темно-вишневого кольору. У верхній частині лицьового
кольору видруковано слово «Паспорт», нижче — зображення малого Державного герба України, під ним — слово «Україна».
Після відповідного текстового заповнення та вміщення фотокартки внутрішній лівий бік обкладинки заклеюється плівкою.
У нижній частині першої сторінки паспорта відведено місце для підпису пред'явника паспорта.
Кількість сторінок — 32 (64 або 96).
Термін дії паспорта — до десяти років. Цей строк може бути продовжено на десять років.
Таким чином закордонні паспорти цього зразка № 1, термін дії яких мав закінчитися 14 грудня 2006 року, у випадку продовження могли б діяти ще до 14 грудня 2016 року. Насправді видача паспортів цього зразка № 1 відбувалася і після 14 грудня 1996 року аж до 2000 року. Але якщо їх видали до 12 травня 1997 року, тоді їх можна було продовжити ще від закінчення їхньої дії 12 травня 2007 року аж до 12 травня 2017 року. Але якщо вони були видані після 12 травня 1997 року, тоді по закінченні їхнього терміну дії вже не можна було їх продовжити.

### ЗРАЗОК №2 (1997)

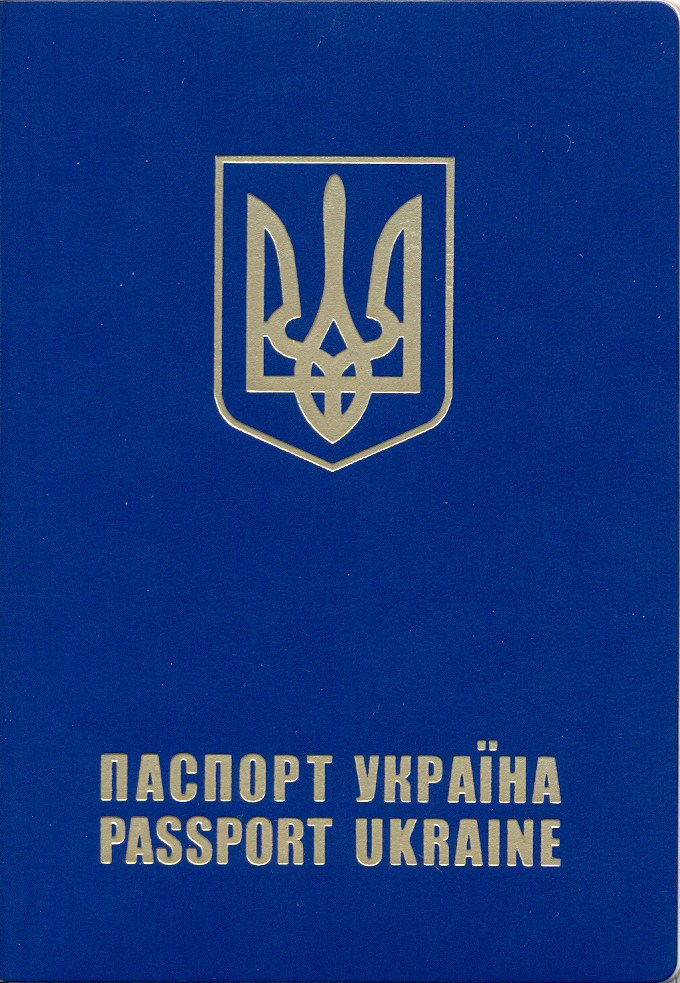
Обкладинка паспорта громадянина України для виїзду за кордон зразка 2007 року

Закордонний паспорт цього зразка видавався з 1997 року і відповідно новому Указу Президента України Леоніда Кучми від 10 грудня 2004 року № 1465/2004, зазнав суттєвих змін (див. далі ЗРАЗОК № 3).
Головною відмінністю цього зразка № 2 від попереднього (№ 1) було те, що у нижній частині першої сторінки паспорта вже не було відведеного місця для підпису пред'явника паспорта, оскільки підпис був вже відтворений на внутрішньому лівому боці обкладинки, після відповідного текстового заповнення та вміщення фотокартки і заклеєної плівки.
Усе інше було як і в зразка № 1.
Закордонні паспорти зразка № 2 видані до 31 грудня 2004 року, по закінченні свого терміну дії від 31 грудня 2014 року вже не можуть бути продовжені (Зауваження та пояснення щодо терміну дії дивіться нижче!!!). Однак, так як і з закордонними паспортами зразка № 1, паспорти зразка № 2 якщо були видані до 12 травня 1997 року, могли б бути продовженими від закінчення їхньої дії 12 травня 2007 року аж до 12 травня 2017 року. Але якщо вони були видані після 12 травня 1997 року, тоді по закінченні їхнього терміну дії вже не можна було їх продовжити.

### ЗРАЗОК №3 (2005)
З 1 січня 2005 року набув чинності Указ Президента України Леоніда Кучми від 10 грудня 2004 року № 1465/2004 щодо внесення змін у попередній зразок (№ 2) закордонного паспорта.
Видача цього документу однак протривала лише до 10 березня 2005 року, коли новообраний Президент України Віктор Ющенко видав Указ № 457/2005 про визнання такими, що втратили чинність попередніх Указів щодо існуючих зразків, і був затверджений інший зразок (див. далі ЗРАЗОК № 4).
Цей зразок № 3 цілком відрізнявся від своїх попередників (№ № 1 та 2).
Головні відмінності цього зразка № 3 від попереднього № 2:
Обкладинка — синього кольору. На лицьовому боці обкладинки під зображенням малого Державного Герба України виконано надпис двома рядками українською і англійською мовами «ПАСПОРТ УКРАЇНА». Була введена машинозчитувана сторінка (сторінка даних), вшита між внутрішнім лівим боком обкладинки та першою сторінкою паспорта. Замість вклеєної фотокартки — відцифроване зображення пред'явника паспорта. Був нанесений додатково персональний номер. Кількість сторінок — 32 (64). Не було запису, як у попередніх «термін дії паспорта продовжено до». Відповідно його не можна було продовжити по закінченні його дії.
Усі деталі цього нового зразка паспорта відповідали рекомендаціям Міжнародної організації цивільної авіації (ICAO). Закордонні паспорти цього зразка № 3 відповідно до Указу є недійсні.

## Інші документи для виїзду за кордон

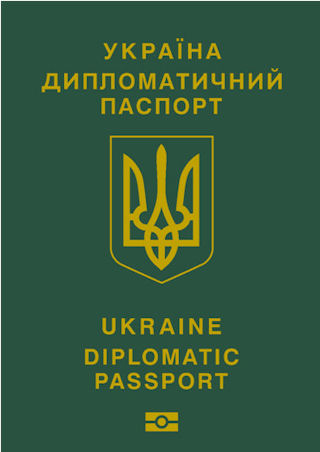
Дипломатичний паспорт
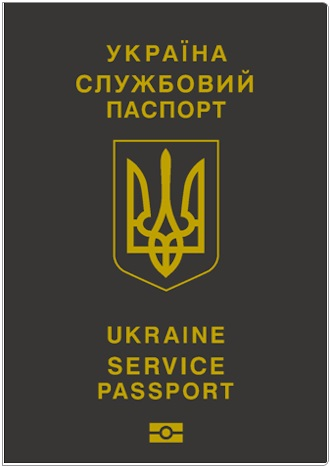
Службовий паспорт
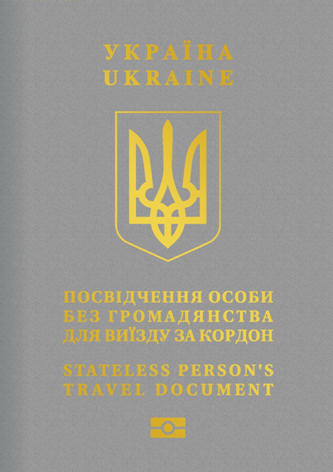
Посвідчення особи без громадянства для виїзду за кордон
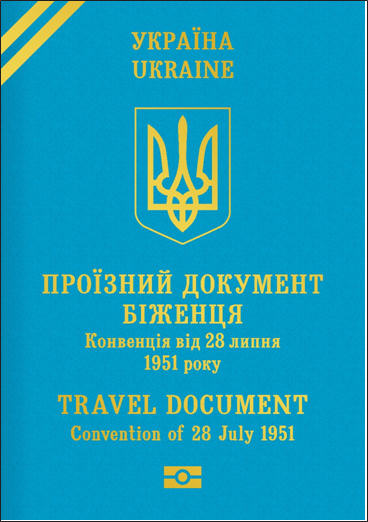
Проїзний документ біженця

## Візові вимоги
Станом на 25.01.2025 року, українські громадяни можуть безвізово або отримуючи візу по прибуттю, відвідувати 149 країн (зі 198 незалежних та частково визнаних держав) та територій (згідно інтернет-порталу Global Passport Index).

Мапа візових вимог для громадян України
Україна
Свобода переміщення
Віза не потрібна / ESTA / eTA / eVisitor / K-ETA
Віза по прибуттю
eVisa
Віза доступна в обох варіантах: по прибуттю або eVisa
Віза потрібна (оформлення в дипломатичних установах)

## Історія

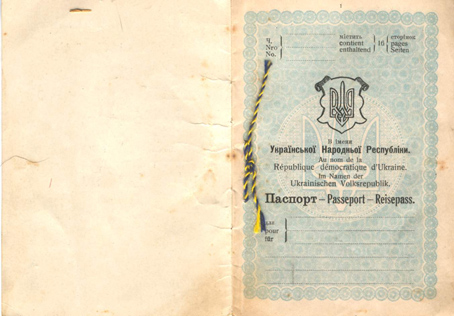
Титульна сторінка паспорта громадянина УНР (незаповнена).

Громадяни Української Народної Республіки мали єдиний паспорт, що виконував функції внутрішнього і закордонного. Паспорт мав вигляд книжечки на 16 сторінок. Перші сім сторінок було призначено для інформації про громадянина, а решта — для віз. Написи було виконано трьома мовами — українською, французькою та німецькою. Паспорти друкували в друкарні Globus у Будапешті.